# CloneDVD
CloneDVD ist ein Programm für Windows, das Film-DVDs kopiert und wahlweise auch die Filme neu komprimiert. Dabei kann gewählt werden, ob nur Teile der DVD (z. B. der Hauptfilm) oder die komplette DVD kopiert werden soll. Ebenso können Features wie Sprachen oder Untertitel entfernt werden, um die Filmdateien auf eine gewählte Größe herunterzurechnen. Dies ist meist erforderlich, da sich auf gepressten DVDs oft wesentlich mehr Material befindet, als ein handelsüblicher DVD-5-Rohling fassen kann.
CloneDVD funktioniert mit fast allen DVD-Laufwerken, kann jedoch, um dem Urheberrecht der meisten EU-Länder zu genügen, keine kopiergeschützten Film-DVDs kopieren. Aus diesem Grund darf das Programm in Deutschland und vielen anderen Ländern legal vertrieben werden. Mithilfe der Zusatzsoftware AnyDVD ist auch das Kopieren geschützter Filme möglich.
Das Programm wird von der Schweizer Firma Elaborate Bytes AG entwickelt und vertrieben. Ebenso kann das Programm auf den Seiten der Firma SlySoft erworben werden. Letztere vertreibt seit Anfang 2006 auch eine modifizierte Version namens CloneDVD Mobile, die speziell für das Konvertieren in Formate mobiler Endgeräte (z. B. iPod Video oder Playstation Portable) entwickelt wurde.